# エネルギーマネジメントシステム
エネルギーマネジメントシステム（英称: Energy Management System）は、ISO/DIS 50001として国際規格化されたエネルギー管理体系であり、エネルギー使用に関して、方針・目的・目標を設定し、計画を立て、手順を決めて管理する活動を体系的に実施できるようにした仕組みのことである。
略称はISO 14000シリーズで定められた環境マネジメントシステム (EMS; Environmental Management System) との混同を避けるため EnMS と表記する。

## 概要
ISO/DIS 50001は組織のエネルギー管理体系について規定したものであるが、ISO 9000やISO 14000と同様、取り組むべき個別具体的な対策（例: 太陽光発電装置や電力モニターの導入 など）については何ら規定していない。エネルギー利用に関する要改善点を自ら発見し、計画、実行、確認という段階を通して継続的に改善するPDCAサイクルの確立に重点を置いた規格である。
個別具体的な行動について規定してしまうと、大規模事業者にとっては対策が不十分であったり、小規模事業者の能力では実現不可能な「絵に描いた餅」に陥ってしまうことや、業種・業態、営利事業者か公共セクターかなど、組織の形態や環境によってとるべき対策は異なっており、画一的に決めてしまうと規格そのものの実効性が損なわれる恐れがある。
そこで各事業者に組織内のエネルギー管理規程を作成させ、その規程が業種・業態、置かれた環境や事情、組織の能力に鑑みて不十分ではないか、実現不可能なものはないか、継続性を担保する仕組みが備わっているか等、ISO 50001の要件適合性を審査機関が個別に審査し、合格した組織に認証を付与する。認証の有効期間は3年間で、更新審査に合格しなければ認証は失効する。
日本では組織への認証の発行と審査機関の認証は公益財団法人日本適合性認定協会(JAB) と一般財団法人日本情報経済社会推進協会(JIPDEC) の2社が、適合性審査はこの2社の認証を受けた審査機関が行う。

## 審査機関の一覧
日本適合性認定協会や日本情報経済社会推進協会などが参加して構成されているマネジメントシステム認証懇談会が一覧を公開している。　審査を行えるのは一覧のうち「認定済」の項目に「EnMS」の表記のある審査機関である。

## xEMSとの混同に関する注意
エネルギーマネジメントシステムとして各社からさまざまな商品が販売されており、例えば太陽光発電パネルと電力使用量モニター、電力会社への売電システムなどを備えたHEMS (Home Energy Management System)、日照や気温等に応じて照明の照度や空調を集中制御するBEMS (Building -)、これを工場などプラントに応用したFEMS (Factory -)等、総称してxEMSと呼ばれるものが知られている。
これらxEMSは具体的対策のための商品やソリューションであり、本稿で述べているISO/DIS 50001に適合するエネルギーマネジメントシステムの確立の助けになったり、必要になったりする可能性はあるが、直接の関係はない。
認証の取得には管理体制の構築が不可欠であるため、これらのソリューションを導入したからといって認証を取得できるわけではない。逆に、認証の取得を目的とせずにコスト削減やCSR活動の一環としてxEMSを導入することにも、何ら問題はない。